# Most Nadwiślańskiego Urzecza
Most Nadwiślańskiego Urzecza – most drogowy nad Wisłą położony w ciągu drogi krajowej nr 50, stanowiącej fragment tranzytowej obwodnicy Warszawy w miejscowościach Góra Kalwaria oraz Ostrówek. Jednocześnie najbliższa na południe od Warszawy przeprawa drogowa przez Wisłę. Most powstał w 1954 według projektu Franciszka Szelągowskiego.
W Roku Rzeki Wisły (2017) podjęto starania na rzecz nadania przeprawie imienia Nadwiślańskiego Urzecza z inicjatywy badacza tego regionu Łukasza Maurycego Stanaszka. 28 listopada uchwałę w tej sprawie przyjęli radni Karczewa, a 29 listopada radni Góry Kalwarii.
W sierpniu 2022 roku rozpoczęto remont przeprawy. W ramach prac przewidziano:
- wymianę urządzeń dylatacyjnych,
- ułożenie nowej nawierzchni (zarówno na samym moście jak i odcinkach dojazdowych),
- zastosowanie zabezpieczeń antykorozyjnych na fragmentach konstrukcji,
- naprawę i uzupełnienie systemu odwodnienia,
- naprawę barier energochłonnych i balustrad (na moście oraz odcinkach dojazdowych).

Zakładanym terminem zakończenia remontu jest luty 2023 roku.